# Ullmann Salom
Ullmann Salom (Fürth, Bajorország, ? – Lakompak, 1825.) rabbi, Stomfa, Nagyatád, Boldogasszony, majd Lakompak rabbija.

## Élete
1792-ben foglalta el a stomfai rabbiszéket. Elődei közt itt számos kiválóság működött, és ezért hívták meg Ullmannt, aki 1799-ig töltötte be hivatalát, amikor Nagyatád székhellyel somogy megyei főrabbinak hívták meg. Innen 1802-ben Boldogasszonyba költözött, ahol a községen átvonuló francia katonák elfogták, megkínozták és csak váltságdíj ellenében bocsátották szabadon. Később Lakompak rabbija lett, ahol haláláig áldásosán működött. 
Utóda fia, Ullmann Ábrahám (1791–1849), lett, aki apja kiadta halachikus responsumait Divré Ros címen (Bécs, 1826). 
Másik fia, Ullmann Salamon (?–1862) makói rabbiként működött.